# Sračak
Sračak is een plaats in de gemeente Žakanje in de Kroatische provincie Karlovac. De plaats telt 45 inwoners (2001).